# 光 (宇多田光單曲)
光（Hikari）是日裔美籍歌手宇多田光为她2002年发行的第四张录音室专辑，同时也是第三张日语专辑《Deep River》录制的一首歌曲，于2002年3月20日在日本作为这张专辑的第三支歌曲首发。这首歌由宇多田光自己作词并谱曲，制作和编曲则由宇多田光、她的父亲宇多田照實以及长期合作伙伴三宅彰共同完成。这首单曲及其由拉塞尔·麦克纳马拉（Russell McNamara，化名PlanitB）制作的混音版被用作同样在2002年发行的动作角色扮演游戏《王国之心》的官方日语主題曲，并被收录在游戏原声带中。从乐理上来讲，光是一首流行民謠，而歌词则探讨了生活中的奥秘和人类的活动。
这首歌曲一经发布便获得音乐评论家的积极评价。许多评论家认为这首歌是宇多田光最好的歌曲之一，并赞扬她在这首歌中展现的唱功和创作能力。该曲在日本也取得了极大的商业成功，在Oricon单曲榜和东京广播公司Count Down TV单曲榜上均排名第一。日本唱片協會为该曲的80万张实体销量认证了白金唱片。随单曲发行的音乐视频由宇多田光当时的丈夫紀里谷和明拍摄，其中有宇多田光在洗碗和喝水的场景。这首歌也多次在宇多田光的演唱会上被演出过，包括《Utada United》以及《Wild Life》巡回演唱会等。
为了推广游戏《王国之心》的国际版，宇多田重新录制了本曲名为Simple and Clean的英语版本。原版和PlanitB的混音版均作为这部游戏国际版的主题曲。这首歌并未收录在宇多田光的英文录音室专辑《EXODUS》（2004年）中，但原版被收录在她2009年的英文专辑《This Is the One》中。2003年，这首歌与宇多田光的单曲《Colors》一起作为A面12寸单曲发行，且获得了大多数音乐评论家的好评。

## 创作背景与发行
2000年2月，日本游戏设计师野村哲也宣布开发一款名为《王国之心》的动作角色扮演游戏。根据野村哲也的说法，他在为游戏创作主题曲时，脑海中只有宇多田光，因此他联系了到宇多田光提出合作。最终，宇多田光接受了他的邀请。在一次IGN的简短采访中野村哲也进一步表示：“她的音乐感动了数百万粉丝，当她同意参与这个项目时，我感到非常激动。我认为她是年轻艺术家的偶像，她也证明音乐超越了国家和语言障碍。”
光由宇多田光作词作曲，制作则由宇多田光、其父宇多田照實，以及长期合作伙伴三宅彰负责。这首歌的配器包括由河野圭负责的键盘和编程、常见和秀的合成器，以及秋山浩德的原聲吉他。该曲于2001年在东京涩谷的文化村工作室由宇贺神正明录制，并由保土田剛混音。它作为宇多田光的第四张录音室专辑兼第三张日语专辑《Deep River》（2002年）的第三支单曲发行。此后，这首歌经过两次重新混音并重新发行，第一次是在2004年4月1日，第二次是在2014年12月9日，作为宇多田光的首张精选专辑《Utada Hikaru Single Collection Vol.1》的其中一支歌曲。据宇多田光自称，这首歌的歌名得自她自己的名字，这也是她自视最为珍贵的歌曲之一。
该曲以CD單曲形式在日本和台湾发行。两种版本都包括原曲、伴奏版，以及由拉塞尔·麦克纳马拉（艺名PlanitB）和亚历克斯·里奇伯（艺名Godson）分别制作的混音版本。CD单曲的封面照片由泷本幹也拍摄，照片中远距离拍摄了宇多田光，背景为一个灰色调的客厅。2002年，EastWorld Records发行了一张宣传用的12英寸黑胶唱片，其中收录了两首混音版曲目。全新重新录制版本于2024年4月10日收录在宇多田光的精选专辑《SCIENCE FICTION》中发布，由A·G·庫克制作。

## 作品
音乐风格上，光被日本音乐杂志《CD Journal》的工作人员描述为流行民谣。Square Enix Music的尼奥·洛克（Neo Locke）在一篇详细评论中描述了这首歌的作曲和旋律：“原声吉他与背景中的合成器相结合，营造出一种愉悦而温柔的和谐，突显了宇多田光的嗓音。”OngakuDB.com的评论者指出，原声吉他是这首曲子的关键元素之一，并形容它的声音“忧郁”且“冲击力大”。《Yeah! J-Pop!》的编辑米本弘美提到，原声乐器的使用是宇多田光平时流行音乐风格中的一次“不寻常”的变化。新兴音乐的伊藤博伸则将光描述为一首中速的抒情曲。
据《Rockin'On Japan》主编鹿野的说法，歌词内容探讨了神秘感和日常生活行为的主题；他进一步认为，由于歌词缺乏明显的特征，这首歌的歌词是开放式的解读，并将哲学和宗教作为例子进行说明。

## 评价
光获得大多数音乐评论家的正面评价。Square Enix Music的尼奥·洛克在评论中给予本曲好评并称：“尽管歌声是整首曲子唯一的旋律，但光的旋律非常容易辨认且易于操控，这给我留下了深刻的印象——这在一定程度上要归功于宇多田光强大而多变的声线。”他给这首单曲打了七分（满分十分）。《CD Journal》的工作人员同样表示了积极评价，称赞宇多田光“简洁”且“独特”的嗓音，以及她的创作才华。OngakuDB.com的评论者也称赞了宇多田的嗓音，并对这首歌带来的怀旧氛围感到满意。《Yeah! J-Pop!》的编辑米本弘美认为光展现了宇多田迄今为止最好的歌唱表现，并将她的嗓音和这首歌的旋律形容为“相得益彰”。新兴音乐的伊藤博伸同样在评论中称赞了歌曲的创作以及副歌部分。尽管对这首歌曲评价颇为正面，但KpopBreaks.com的莎朗·G（Sharon G.）还是将这首歌曲与宇多田光的很多其他歌曲进行了比较，并认为光未能完全展现她的“真正音色”。尽管Soundtrack Central的丹尼尔·卡拉巴科夫（Daniel Kalabakov）并不喜欢流行歌曲，但他还是称赞了宇多田光的唱功以及歌曲的配器。

## 商业表现
光在日本取得了商业上的成功。它成为宇多田光第七张在Oricon单曲榜上首周登顶的单曲，销量达到了270,370张。这首歌仅在榜首停留了一周，但在该榜单上共停留了13周。截至2002年底，这首单曲在Oricon年度榜单上排名第十，全年销量为598,130张。这使得光成为她第三首进入Oricon年度榜单前十的单曲；另外两首是排名第六的《SAKURA Drops/Letters》和排名第二的《traveling》。这张单曲获得了日本唱片協會认证为白金单曲，实体销量达到50万张。该单曲于2002年3月30日当周在东京广播系统的COUNT DOWN TV榜单上首周登顶，这是她第八次（非连续）获得该榜单的冠军，并连续三周保持在榜首。这首单曲在榜单上停留了13周，并在2002年年度榜单中排名第八。尽管该单曲未能进入日本的任何数字榜单，它仍获得了RIAJ的金认证，手机全曲下载量达到了10万次。根据Oricon Style数据库，光是宇多田光销量排行第11的单曲。
混音EP《光 -Ray Of Hope MIX-》2017年发行并在日本iTunes Store上获得了第一名的成绩。

## 音乐视频
与歌曲配套的音乐视频由她当时的丈夫紀里谷和明拍摄的。宇多田光原本打算让纪里谷和明执导光的音乐视频，但最初的构思更加复杂和精细。然而，由于时间安排和工作冲突，纪里谷和明无法按计划完成她的构思并将其呈现在作品中。随后，宇多田光在博客中透露，光的音乐视频会展现她在洗碗的场景，因为她觉得这样很有趣。她进一步解释道：“其实我们本来打算一起拍摄光的音乐视频，但由于最后时刻他（纪里谷和明）的时间冲突，这未能实现，所以我们紧急请纪里谷拍摄了这个洗碗的视频。”整段4分22秒的视频中，宇多田光一直在厨房里洗碗，在视频的中途，宇多田光喝水、暂停洗碗，甚至走出了镜头。据宇多田光表示，这段视频无需进一步剪辑，一次拍摄便完成了。
这支音乐视频得到了评论家的积极评价。《全球邮报》的娜奥米·金福尔德（Naomi Gingfold）赞扬了宇多田光与以往“美丽且复杂的音乐视频”风格的不同，称这支音乐视频“摄像机一次也没有移动。她偶尔对下口型，有时只是洗碗。”Noisey Vice的丹尼尔·蒙特西诺斯·多纳吉（Daniel Montesinos-Donaghy）注意到并称赞了宇多田光在光的音乐视频中适应不同角色的能力，特别强调了洗碗这项“平凡”的活动。OngakuDB.com的一位评论者指出，视频表现出了一种“孤独”感，而歌曲则更显“优雅”。

## 现场表演和宣传
这首歌曾在宇多田光的一些巡回演唱会上表演过。尽管宇多田光计划在2002年至2003年间推广这首歌，但由于她被诊断出患有良性卵巢瘤而中止了所有宣传活动，并于同年通过手术切除肿瘤。该曲的首次演出是在2004年的武道館巡回演唱会上作为演唱的第一首歌曲，随后收录在2004年7月28日发布的现场DVD中。这首歌还被纳入宇多田光首次英文巡回演唱会《Utada United》中，作为最后一首表演曲目，并收录在2006年12月20日发布的现场DVD里。2010年12月，宇多田光在两场《Wild Life》演唱会中演唱了光。自这首歌曲发行以来，它已出现在三张精选专辑中：《Utada Hikaru Single Collection Vol.1》（2003年）及其2014年的重新制作版，以及包含《Vol.1》和《Vol.2》的USB特别合集上。2014年，Love Psychedelico为纪念宇多田光出道15周年而制作的致敬专辑《宇多田光之歌》（宇多田ヒカルのうた）录制了光这首歌。

## Simple and Clean
为推广游戏《王国之心》国际版，宇多田录制了光的英文版，名为Simple & Clean。原版和PlanitB的混音版都作为该游戏的国际主题曲。这首歌未收录在宇多田光的英文专辑《Exodus》（2004年）中，但原版被收录在她2009年的英文专辑《This Is the One》中。这一版本也收录在英文版《王国之心》原声带中。它还作为B面曲，与宇多田光的歌曲Colors一起以12英寸单曲形式于2003年发行，并获得大多数音乐评论家的好评。宇多田光曾在多场演唱会上演出这首歌曲，特别是2010年的《In The Flesh》。
这首歌的重新录制版本于2024年5月22日发行，由英国制作人A·G·庫克编曲。

### 背景和组成
歌曲大部分制作与日文版相似，唯一不同的是副歌部分借鉴了她2002年专辑《Deep River》第九首歌曲嘘みたいな I Love You的旋律。歌曲由宇多田光填词作曲，制作由她、父亲宇多田照实以及三宅彰共同完成。歌曲中包含了河野圭（键盘和编程）、常见和秀（合成器）和秋山浩德（原声吉他）的现场乐器演奏，编曲由宇多田光与河野圭一同完成。这首歌由宇贺神正明录制，并由保土田刚于2001年在东京涩谷的文化村录音室混音完成。这首歌也由罗素·麦克纳马拉（化名PlanitB）进行了混音。与日文版一样，宇多田光认为这首歌的创作过程十分困难。从音乐上来说，Simple and Clean是一首流行民谣，日本音乐杂志《CD Journal》的工作人员如是描述。宇多田光在与《Jetanny Magazine》的详细采访中解释了这首歌的创作过程：

“……那真的太难了，感觉很吃力，所以我很高兴自己努力做到了，因为那些英文版真的很好，我认为《Simple and Clean》是一首非常好的歌，人们——这里认识我的大多数人都是因为这首歌认识我的——但作为一名创作者，这对我而言并不理想——因为，实际上，我在《Simple and Clean》上修改了光原有的旋律，因为当你改变你演唱的语言时，相同的旋律就行不通了——作为一名词作家，这非常令人沮丧，就像——我为日语单字写了这些旋律，却不得不用英语来填词，这不对劲。因此，对于与Island Def Jam的这份合同，一开始我把它分成了这张英文专辑，而我不做日语翻译。我只是，作为一名艺术家的诚信不会接受这样的事情，也不能接受这样的事情。”

根据Musicnotes.com发布的乐谱，这首歌曲以♭大调写成，并采用普通拍號，速度为每分钟84拍。宇多田光的音域在G3到G5之间，特别是在副歌歌词部分：“When you walk away / You don't hear me say / Please oh baby don't go / Simple and clean is the way that you're making me feel tonight / It's hard to let it go”。

### 发行与反响
Simple and Clean的原版和PlanitB混音版首次作为B面曲出现在宇多田光的单曲《Colors》中，该单曲于2003年1月29日发行。这些版本也收录在2003年中期发行的台湾版中。2003年年底，Simple and Clean作为A面曲与Colors一起以12英寸单曲形式在日本发行，其中包含原版和PlanitB混音版。原版后来被收录在她2009年的英文专辑《This Is the One》中。2017年，Square Enix联合宇多田光制作并发布了本曲到全新混音版本作为游戏《王国之心 HD II.8 最终章序言》的主题曲。
Simple and Clean一经发行便获得了大多数音乐评论家的正面评价。GameSpy的本杰明·特纳（Benjamin Turner）对光翻译成英文的效果印象深刻，认为宇多田光的嗓音为游戏的开场和结尾部分增色不少。BlogCritics.org的迈克尔·帕斯夸（Michael Pascua）总体上对这首歌曲持积极评价，他在一篇详细评论中表示：“宇多田光在发行这张CD时做出了一个明智的决定：她收录了《王国之心》系列中的歌曲Simple and Clean和Sanctuary。这两首歌都展示了一种强烈的音乐风格，与《This Is The One》中的R&B风格并不完全一致。这些歌曲也帮助那些没有听过她的日文专辑，甚至不知道她还有另一张英文专辑的游戏玩家与她的音乐产生共鸣。”他还称这首歌和Sanctuary是《This Is The One》的“愉悦的补充”。宇多田光的合作伙伴Skrillex表示第一次听到Simple and Clean时就认为这是一首稍有不同但更有流行度的歌曲。

### 现场表演和促销
这首歌曾在宇多田光的一些巡回演唱会上表演过。首次演出是在2003年1月19日日本为庆祝宇多田光20岁生日的特别活动上，她在安可曲时演唱了Simple and Clean，并在演唱时演奏原声吉他。游戏《王国之心》在北美发行时，宇多田光也演唱了这首歌，这是她首次在日本以外地区的演出之一。尽管宇多田光原计划在2002年至2003年间宣传这首歌曲，但她因被诊断出患有良性卵巢瘤而停止了所有宣传活动并于同年通过手术切除肿瘤。这首歌被收录在她在北美和英国举行的《Utada: In the Flesh 2010》巡回演唱会中。这首歌曲最近一次现场表演是在2022年科切拉谷音乐和艺术节上。

### 商业表现
混音EP《Simple and Clean -Ray Of Hope Remix-》于2017年1月11日发行，在9个国家的iTunes Store上首发登顶，并在26个不同的商店中进入前100名，最高在美国iTunes Store排名第2，成为日本艺术家在北美iTunes Store上的最高排名记录。2019年2月2日，Simple and Clean在美国公告牌世界数字歌曲销售榜上排名第21位，并在2009年2月16日的榜单中最高达到第3位。

## 影响
当单曲发行并通过《王国之心》进行推广时，正如OngakuDB.com的一名工作人员所描述的那样，光和Simple and Clean被广泛认为是音乐界的“热门话题”。宇多田光的加入在这款游戏的各个国际版本中大获成功，《王国之心》在全球售出超过478万份，随后成为销量第十的PlayStation 2视频游戏。两首歌曲随后被收录在衍生作品《王国之心：记忆之链》（2004年）、《王国之心：梦中降生》（2010年）以及混音版《王国之心 HD I.5 Remix》（2013年）以及重制版本《王国之心 HD II.5 Remix》（2014年）中。前两款游戏连同原版游戏在全球合计售出超过590万套。原版和混音版的光（以及由《王国之心》作曲家下村阳子创作的管弦乐）均收录在第一部原声带和《HD I.5 Remix》原声带中。由于歌曲的成功，宇多田光被邀请为原版视频游戏的续集《王國之心II》（2005年）录制另一首曲目。这首曲子是日文版的Passion，在国际发行时被改写为Sanctuary。Japanator.com的杰夫·创（Jeff Chuang）认为Simple and Clean是宇多田光在日本以外最受粉丝欢迎的歌曲。同样，Axs.com的艾米丽·古德曼（Emily Goodman）认为Simple and Clean是她在日本以外最成功的作品。
正如Celebmix.com的丹妮·C（Dannii C.）所说，光和Simple and Clean经常被称为“近代历史上最好的电子游戏歌曲之一”。The Young Folks的亚历克斯·哈纳万（Alex Hanavan）将出现在《王国之心》的片尾字幕部分的管弦乐版光列为“十大电子游戏主题曲”第二名。他在详细评论中阐述了自己的理由：“《王国之心》有几首‘主题曲’，但管弦乐版的光无疑是最出色的，它展现了一场盛大冒险的所有元素。它与游戏的诸多主题产生了共鸣：友谊、团队合作和冒险。光无疑会为该系列的每一位粉丝勾起无数回忆。”GameFAQs的编辑皮尔斯·斯帕罗（Pierce Sparrow）将Simple and Clean和Sanctuary列为“电子游戏十大抒情歌曲”的第二名。斯帕罗表示：“对于我来说，只选择一首歌曲有点困难，因为它们的特质非常相似……我相信没有人会否认，这是有史以来最伟大的两首主题曲。”
光为宇多田带来了多项荣誉和奖项提名。2008年，吉尼斯世界纪录将这首歌曲列为日本最畅销的电子游戏单曲，并被收录在2008年《Guinness World Rec Gamers Ed》书中；这是宇多田首次，也是目前为止的唯一一次入选此项纪录。在2003年第17届日本金唱片大赏中，宇多田光获得了年度歌曲奖；同年，她还凭借单曲《SAKURA Drops》和Colors两次获得同一个奖项。同样，她还获得了2003年日本作者、作曲家和出版商权利协会奖的外国作品银奖。2015年12月，为庆祝宇多田光重返歌坛，日本网站Goo.ne.jp举办了一项民意调查，让粉丝从宇多田光25首歌曲中选出他们最喜欢的歌曲；该投票仅进行了24小时，共有数千人投了票。结果光以总票数97票，位列第三。
光的重新录制版本被收录在她最近发布的精选辑《Science Fiction》中，而Simple and Clean的重新录制版本Simple And Clean (Re-Recording)也被用于Steam商店《王国之心》系列的预告片中。

## 荣誉
| 年份   | 组织           | 奖项         | 获奖结果 | 参考来源 |
| ------ | -------------- | ------------ | -------- | -------- |
| 2002年 | 日本金唱片大赏 | 年度歌曲     | 獲獎     | [ 75 ]   |
| 2003年 | JASRAC 奖项    | 外国作品银奖 | 獲獎     | [ 77 ]   |

| 发布机构        | 排行榜                   | 年份   | 排名   |
| --------------- | ------------------------ | ------ | ------ |
| The Young Folks | 十大电子游戏主题曲       | 2012年 | 2      |
| GameFAQs        | 十大最佳电子游戏歌词歌曲 | 2010年 | 2      |
| 吉尼斯世界纪录  | 日本最畅销的电子游戏单曲 | 2008年 | 无排名 |
| 迪纳摩游戏      | 过去20年最佳电子游戏歌曲 | 2011年 | 2      |
| Game Informer   | 最佳电子游戏原声音乐     | 2014年 | 无排名 |

## 曲目列表和格式
| - CD单曲 1. 光（） – 5:02 2. 光（） (PlanitB Remix) – 5:46 3. 光（） (Godson Remix) – 4:39 4. 光（） (Instrumental) – 5:02 - 12寸黑胶 1. 光（） (PlanitB Remix) – 5:46 2. 光（） (Godson Remix) – 4:39 | - 日本数字EP 1. 光（） – 5:02 2. 光（） (PlanitB Remix) – 5:46 3. 光（） (Godson Remix) – 4:39 4. 光（） (Instrumental) – 5:02 - Colors / Simple & Clean12寸黑胶 1. Colors – 4:00 2. Colors (Instrumental) – 4:00 3. Simple & Clean – 5:02 4. Simple & Clean (PlanitB Remix) – 5:46 - Simple & Clean (Ray Of Hope MIX) - EP 1. Simple & Clean (Ray Of Hope Mix) - 5:33 2. 光 (Ray Of Hope Mix) - 5:33 3. Simple & Clean (P's Club Mix) - 4:02 4. 光 (P's Club Mix) - 4:02 |

## 制作人员
演职员表和人员信息根据光和Colors的CD封套说明进行调整。

| - 宇多田光 – 主唱、和声、歌曲创作、制作、作曲、编曲 - 宇多田照實 – 制作、编曲 - 三宅彰 – 制作、编曲 - 河野圭 – 编排、键盘、编程 - 常见和秀 – 合成器 - 秋山浩德 – 原声吉他 | - 宇贺神正明 – 录音 - 保土田刚 – 混音、编程 - 拉塞尔·麦克纳马拉（化名 PlanitB；风格化的 PLANITb） – 混音、制作 - 亚历克斯·里奇伯（化名 Godson） – 混音、制作 - 泷本干也 – 摄影 - 纪里谷和明 – 导演 |

## 榜单
| 榜单（2002年）                                  | 最高名次 |
| ----------------------------------------------- | -------- |
| 日本（Oricon單曲榜）                            | 1        |
| 榜单（2019年）                                  | 最高名次 |
| 美國（《告示牌》世界單曲暢銷榜） Simple & Clean | 3        |

| 榜单（2002年）       | 最高名次 |
| -------------------- | -------- |
| 日本（Oricon單曲榜） | 1        |

| 榜单（2002年）       | 最高名次 |
| -------------------- | -------- |
| 日本（Oricon單曲榜） | 10       |

## 认证
| 地區                                  | 认证    | 认证单位/销量 |
| ------------------------------------- | ------- | ------------- |
| 日本（日本唱片協會） 实体单曲         | 2× 白金 | 800,000^      |
| 日本（日本唱片協會） 全长铃声         | 金      | 100,000*      |
| *僅含認證的實際銷量 ^僅含認證的出貨量 |         |               |

## 发行历史
| 区域     | 日期          | 格式                                             | 厂牌             |
| -------- | ------------- | ------------------------------------------------ | ---------------- |
| 日本     | 2002年3月20日 | CD单曲 数字下载                                  | 东芝百代         |
| 台湾     | 2002年3月20日 | CD单曲                                           | 百代台湾有限公司 |
| 新西兰   | 2003年2月3日  | 〈Simple and Clean〉；被包含在CD单曲〈Colors〉中 | 东芝百代         |
| 澳大利亚 | 2004年4月1日  | Simple and Clean以及混音版；数字下载             | 百代音乐         |
| 新西兰   | 2004年4月1日  | Simple and Clean以及混音版；数字下载             | 百代音乐         |
| 英国     | 2004年4月1日  | Simple and Clean以及混音版；数字下载             | 百代音乐         |
| 德国     | 2004年4月1日  | Simple and Clean以及混音版；数字下载             | 百代音乐         |
| 爱尔兰   | 2004年4月1日  | Simple and Clean以及混音版；数字下载             | 百代音乐         |
| 法国     | 2004年4月1日  | Simple and Clean以及混音版；数字下载             | 百代音乐         |
| 西班牙   | 2004年4月1日  | Simple and Clean以及混音版；数字下载             | 百代音乐         |
| 澳大利亚 | 2014年12月9日 | 光；重录版数字下载                               | 维京音乐         |
| 新西兰   | 2014年12月9日 | 光；重录版数字下载                               | 维京音乐         |
| 英国     | 2014年12月9日 | 光；重录版数字下载                               | 维京音乐         |
| 德国     | 2014年12月9日 | 光；重录版数字下载                               | 维京音乐         |
| 爱尔兰   | 2014年12月9日 | 光；重录版数字下载                               | 维京音乐         |
| 法国     | 2014年12月9日 | 光；重录版数字下载                               | 维京音乐         |
| 西班牙   | 2014年12月9日 | 光；重录版数字下载                               | 维京音乐         |
| 台湾     | 2014年12月9日 | 光；重录版数字下载                               | 维京音乐         |
| 美国     | 2014年12月9日 | 光；重录版数字下载                               | 维京音乐         |
| 加拿大   | 2014年12月9日 | 光；重录版数字下载                               | 维京音乐         |